# Партиня
Партиня (пол. Partynia) — село в Польщі, у гміні Радомишль-Великий Мелецького повіту Підкарпатського воєводства.
Населення — 1197 осіб (2011).
У 1975-1998 роках село належало до Тарновського воєводства.

## Демографія
Демографічна структура станом на 31 березня 2011 року:
|          | Загалом | Допрацездатний вік | Працездатний вік | Постпрацездатний вік |
| -------- | ------- | ------------------ | ---------------- | -------------------- |
| Чоловіки | 593     | 175                | 357              | 61                   |
| Жінки    | 604     | 156                | 326              | 122                  |
| Разом    | 1197    | 331                | 683              | 183                  |